# National Intelligence Service (Südafrika)
Das National Intelligence Service, abgekürzt NIS (afrikaans: Nasionale Intelligensiediens) war ein südafrikanischer Nachrichtendienst während der Apartheid mit zentralen koordinierenden Aufgaben an der Spitze der Staatsverwaltung. Die Behörde existierte von 1980 bis 1994 und unterstand dem Büro des Staatspräsidenten. Der Sitz des NIS befand sich in Pretoria im Concilium Building in der Skinner Street (heute Nana Sita Street).

## Allgemein
Das NIS koordinierte mehrere Sicherheitsdienste und war in den State Security Council (SSC) integriert. Im Rahmen seiner Aufgaben bestand eine enge Zusammenarbeit mit dem Military Intelligence Service (deutsch: Militärischer Nachrichtendienst) und der Security Branch der Polizei (deutsch etwa: Sicherheitspolizei).
An der Spitze des Nachrichtendienstes stand ein Director-General (deutsch: Generaldirektor).
Die vom NIS gesammelten Informationen wurden in einer wöchentlichen internen Arbeitssitzung ausgewertet und danach an entsprechende Regierungsstellen in aufbereiteter Form weitergeleitet. Der südafrikanische Ministerpräsident ließ sich bedarfsweise durch Mitarbeiter des NIS zu Einzelfragen beraten.

## Geschichte

### Historische Aspekte seit der Bildung des NIS
Das NIS entwickelte sich aus einer Übergangslösung, dem Department of National Security (DONS), nachdem der vorherige Geheimdienst BOSS mit dessen Leiter Hendrik van den Bergh in den Muldergate-Skandal verwickelt worden war und sich eine Neuordnung der Geheimdienststrukturen als politisches Erfordernis herausstellte. Die Strukturreform der nachrichtendienstlichen Aufgabenfelder im damaligen Südafrika erfolgte in Regie von Hendrik Jacobus Coetsee, nachdem dieser am 12. Oktober 1978 in das Amt des Vizeministers für Verteidigung und Nationale Sicherheit gekommen war.
Der NIS wurde 1981 durch seinen Agenten Martin Dolinchek, der sich unautorisiert am Staatsstreich (Seychellen Coup) auf den Seychellen unter der Führung von Mike Hoare beteiligt hatte, das Ziel öffentlicher Kritik. Die Aggressionshandlungen gegen die Regierung der Seychellen erfolgten mit waffentechnischer Unterstützung aus der South African Defence Force (SADF). Der Oppositionsführer im südafrikanischen Parlament, Frederik van Zyl Slabbert (PFP), forderte daraufhin den Rücktritt des Streitkräftechefs Constand Viljoen und des NIS-Chefs Niel Barnard.
Im September 1983 versuchte NIS-Generaldirektor Niel Barnard für die Ausweitung der Leistungsfähigkeit des Nachrichtendienstes die Unterstützung aus der Regierung zu erhalten. Die Behörde sollte seiner Meinung nach nicht länger hinter ähnlichen Diensten in der Welt zurückstehen.
Nachrichtendienstliche Aktivitäten des NIS in den frühen 1980er Jahren an südafrikanischen Universitäten erregten öffentlichen Protest. Vertreter der Studentenräte an den Universitäten Witwatersrand, Rhodes, Kapstadt und Natal forderten 1983 ihre Universitätsleitungen auf, von allen neuen Studenten eine unterschriftliche Erklärung abzuverlangen, dass sie nicht für das NIS, die Sicherheitspolizei oder für den militärischen Geheimdienst tätig seien. Diese Proteste standen im Zusammenhang mit den Enthüllungen um Craig Williamson (IUEF) und Karl Edwards (IUEF).
Bei der Gestaltung internationaler Kontakte des NIS spielten afrikanische Staaten eine wichtige Rolle. Im Verlauf der 1980er Jahre hatte das NIS zu zahlreichen Staatsoberhäuptern dieser Länder eine gute Beziehung aufgebaut, da es Südafrika dabei um die Überwindung seiner internationalen diplomatischen Isolation ging. Die größten Erfolge bei diesen Bemühungen erzielte das NIS in Ägypten, Kenia, Nigeria, Sambia und Uganda. Bestehende Kontakte des institutionellen Vorgängers BOSS übernahm das NIS in Zaire, Malawi und in Rhodesien/Simbabwe. In Zaire hatte der südafrikanische Geheimdienst ein ständig besetztes Büro. Gute Arbeitskontakte bestanden auch zur Central Intelligence Organisation (CIO) in Rhodesien, dessen Chef Ken Flower dabei als der wichtigste Ansprechpartner galt. Diese Arbeitsbeziehungen setzten sich nach der Unabhängigkeit (18. April 1980) des Landes mit der Zimbabwe Central Intelligence Organisation (ZCIO) fort. Im Jahr 1983 eröffnete das NIS ein Büro in Lomé, der Hauptstadt von Togo, über das sich enge Beziehungen zu Präsident Gnassingbé Eyadéma entwickelten. Das NIS half bei der Errichtung einer nachrichtendienstlichen Ausbildungsstätte in Togo. Damalige Aktivitäten Südafrikas in dieser Region wurden durch den französischen Geheimdienst aufmerksam beobachtet.
Einige Jahre später entstand ein Verbindungsbüro in Lagos, Nigeria. Über den nigerianischen Geheimdienstchef Aliyu Mohammed Gusau entwickelte das NIS Kontakte bis zum damaligen Präsidenten Ibrahim Babangida, die sich jedoch nicht zufriedenstellend entfalteten. Nigeria war bereits ein wichtiger Unterstützer des ANC auf dem afrikanischen Kontinent.
Ein besonderes Verhältnis ergab sich aus den Kontakten zu Sambia. Dort gelang es dem NIS in der Mitte der 1980er Jahre kontinuierliche Kontakte zum Präsidenten Kenneth Kaunda und mit Mitarbeitern des Zambia Security Intelligence Service (ZISS) aufzubauen. Kaunda war diesen Gesprächen zugeneigt, da er als eines seiner politischen Ziele die friedvolle Entwicklung im südlichen Afrika sah. Südafrika war jedoch an vielseitigen Aufklärungsergebnissen interessiert, weil der ANC in Lusaka eines seiner Hauptquartiere unterhielt und im Westen des Landes die SWAPO Regionen als wichtige Rückzugsräume nutzte.
Desgleichen pflegte das NIS intensive Geheimdienstkontakte zu einigen europäischen Staaten. Beispielsweise traf in den frühen 1980ern der damalige Bundesnachrichtendienst-Chef Klaus Kinkel im Verlauf eines offiziellen Besuchs auf Premierminister Pieter Willem Botha, der ihn im Verwoerd Building in Kapstadt empfing. Im Zuge dieser Visite gab es Gesprächskontakte mit NIS-Chef Barnard. Damit wurde zwischen beiden Staaten kein Neuland beschritten. Der BND hatte die Mitarbeiterausbildung der Vorgängerinstitution des NIS (Bureau for State Security) im Bereich von Personenschutzaufgaben sehr umfangreich unterstützt. Jüngere Mitarbeiter des NIS partizipierten später von diesen gefestigten Kooperationsbeziehungen. Auf diese Weise gewannen die bundesdeutschen Nachrichtendienstler sensible Informationen aus Afrika und im Gegenzug erhielten die Südafrikaner wertvolle Instruktionen über Ostblockstaaten und besonders über für sie relevante DDR-Aktivitäten. ANC-Nachrichtendienstler hatten Ausbildungen durch das ostdeutsche Ministerium für Staatssicherheit erhalten. Südafrika war demzufolge an Kenntnissen über den Umfang sowie über die Art und Weise jener Personalentwicklung interessiert. Nach Einschätzung von Neil Barnard hatte auf dem Gebiet der Spionageabwehr eine gute Zusammenarbeit zwischen NIS und BND bestanden.
Sehr gute Beziehungen unterhielt das NIS auch nach Italien, zum SISMI und zum Inlandsnachrichtendienst SISDE.
In Folge einer Ansprache des NIS-Generaldirektors Barnard am 16. Dezember 1986 anlässlich der Versammlung zum Day of the Vow am Blood-River-Denkmal in Natal entflammte im südafrikanischen Parlament eine kontroverse Debatte. Es hatte sich der Vorwurf ergeben, dass Barnard Journalisten verboten hätte, über seine Rede am Day of the Vow zu berichten. Zur Entschärfung der Situation ließ Staatspräsident Botha gedruckte Exemplare der kritisierten Rede verteilen. Darin hatte Barnard mehreren Organisationen, u. a. dem Südafrikanischen Kirchenrat und der Südafrikanischen Katholischen Bischofskonferenz (SACBC) vorgeworfen, dass sich „unter der Nutzung des Mantels religiöser Pietät der Fakt verberge, sie seien ein Teil des "revolutionären Angriffs"“ auf Südafrika. Barnard meinte in diesem Zusammenhang, dass sich das Land seit 1984 einer noch größeren Angriffsgefahr ausgesetzt sehe, als es bei der Schlacht am Blood River der Fall gewesen sein soll.
Im August 1988 berief die südafrikanische Regierung unter Leitung des Richters Louis Harms (Harms Commission) eine Kommission zur Untersuchung von mutmaßlichen grenzüberschreitenden „Unregelmäßigkeiten“ (Commission of Inquiry into Certain Alleged Across-Border Irregularities) ein. Details wurden im Folgejahr veröffentlicht. Im März 1989 erregten Berichterstattungen über eine NIS-Agentengruppe in einem südafrikanischen Bauunternehmen (JALC) erhebliche politische Aufmerksamkeit. Drei Direktoren des Baukonzerns JALC Holdings hatten eingestanden, dass sie für das NIS im Ausland tätig gewesen waren. Es waren dabei Entwicklungsprojekte des Unternehmens im Ausland für die Erfüllung nachrichtendienstlicher Aufgaben unter dem Deckmantel unternehmerischer Tätigkeiten genutzt worden. Von diesen Aktivitäten betroffene Staaten waren Botswana, Lesotho und Mauritius, ferner die Homelands Bophuthatswana, Ciskei und Transkei. Im Zentrum der Justizermittlungen standen dabei aufgefallene Korruptionsvorgänge in Form von unerlaubtem Diamantenhandel, verdeckten militärischen Operationen sowie Bestechungsgelder zur Beeinflussung der Aufteilung von Glücksspiellizenzen zwischen Lentin, einem Beteiligungsunternehmen von JALC, Sun International und der Ciskei-Administration. Beteiligt war an diesen Vorgängen auch ein SADF-Abwehroffizier. Die Vorgänge wurden 1990 vor dem East London District Court verhandelt. Jahre später wurden in der Wahrheits- und Versöhnungskommission weitere Zusammenhänge offenkundig. Die Aktivitäten in der Ciskei standen im Zusammenhang mit der Operation Katzen, die den Sturz der Regierungen in der Ciskei und Transkei zum Ziel hatte.
Die enge Verknüpfung zwischen privatwirtschaftlichen Unternehmen und staatlichen Sicherheitsstrukturen war eines der angestrebten Ziele in dem von Staatspräsident Pieter Willem Botha geführten National Security Management System (im SSC).
Der mosambikanische Bürgerkrieg bewirkte nachrichtendienstliche Kontakte zwischen Südafrika und der Sowjetunion. Die südafrikanische Unterstützung für die Renamo-Rebellen, besonders durch das Militär (SADF), konterkarierte die Ergebnisse und Ziele des bilateralen Nkomati-Abkommens zwischen Südafrika und Mosambik. Die militärische Unterstützung erzeugte einen Konflikt zwischen der SADF und dem NIS, der sich zum Gesprächsthema zwischen NIS-Chef Barnard und SADF-Oberkommandeur Constand Viljoen auswuchs. Im Zusammenhang mit den anhaltenden militärischen Komplikationen von Südafrika und Mosambik kam es im August 1984 zu einem ersten Treffen von südafrikanischen Vertretern aus dem NIS sowie dem Außenministerium mit sowjetischen Gesprächspartnern unter Leitung des UdSSR-Botschafters in Wien. Einen ausschlaggebenden Aspekt dafür ergaben zwei von der Renamo gefangengenommene sowjetische Geologen. Die Gespräche hierzu sollten schließlich auf nachrichtendienstlicher Ebene fortgesetzt werden, wofür die Regierung in Moskau erst im Oktober 1987 ihre Zustimmung gab. Als Zeitpunkt des Gesprächsbeginns zwischen KGB und NIS gilt der 17. Mai 1988. In der Folge dieser Konsultationen erweiterte sich die Liste der Gesprächsthemen zwischen beiden Staaten.

### Aktivitäten des NIS ab 1989 im Zuge des Übergangs von der Apartheid zur Demokratie
Am 5. Juli 1989 empfing Staatspräsident Pieter Willem Botha im Tuynhuys, dem Präsidentenamtssitz in Kapstadt, Nelson Mandela. Dieses Treffen zählte zu den Höhepunkten der damals geheim gehaltenen Konsultationsreihe, die der NIS-Chef Barnard zusammen mit dem Justizminister Coetsee vorbereitet und geleitet hatte. Als fünfter Gesprächspartner war Willie Willemse, der damalige Commissioner of Prisons daran beteiligt. Mandelas Anreise vom Victor-Verster-Gefängnis bei Paarl bis nach Kapstadt erfolgte unter persönlicher Begleitung des NIS-Chefs in dessen Dienstfahrzeug.
Ein Tag nach der erfolgreichen Wahl (14. September 1989) von Frederik Willem de Klerk zum Staatspräsidenten legte die Leitung des NIS im SSC ein Positionspapier vor, das Vorschläge enthielt, wie mit den Ergebnissen der bislang erfolgten Mandela-Gespräche künftig umgegangen werden solle. Darin plädierte das NIS für eine Ausweitung der Gesprächskontakte, um das aktuelle Meinungsbild der Führungskräfte im ANC und in den mit ihm verbundenen Organisationen noch besser einschätzen zu können. Das wurde in der Resolution No. 23 of 1989 des SSC niedergelegt. Ein Ergebnis der abgestimmten Vorgehensweise war ein Treffen zwischen Mike Louw, Vizechef des NIS, zusammen mit dem NIS Chief of Operations Maritz Spaarwater sowie Thabo Mbeki und Jacob Zuma vom ANC, das am 12. September 1989 in Luzern nach Billigung durch die ANC-Führung stattfand.
Das National Security Management System (NSMS) einschließlich seiner JMCs wurde durch den Staatspräsident de Klerk im Jahre 1989 aufgelöst. Parallel dazu reduzierte sich die Rolle des State Security Council (SSC) von einer übermächtigen sicherheitspolitischen Schaltzentrale der Staatspräsidenten auf die eines gängigen Kabinettsausschusses.

### Zeitabschnitt der Übergangsregierung um 1993
Der Wandel des Landes von der Apartheid zur demokratischen Republik brachte auch eine politisch gewollte Veränderung der nachrichtendienstlichen Strukturen mit sich. Sie fand im Gesetzgebungsprozess zur Aufhebung des Apartheidrechtssystems neben vielen anderen gesamtgesellschaftlichen Aspekten ihren Eingang. Der Gesetzesentwurf zum Transitional Executive Council Act wurde dem südafrikanischen Parlament im September 1993 vorgelegt; einer der wichtigsten Schritte zur Übergangsverfassung des Landes. Darin war im Kapitel 8 (Absatz 1, Buchstabe g) die Bildung eines Unterausschusses für Nachrichtendienste (Subcouncil on Intelligence) vorgesehen. Im Kapitel 20 wurde festgelegt, dass der Unterausschuss ein Joint Co-ordinating Intelligence Committee errichtet, zusammengesetzt mit den Chefs aller Dienste (auch denen der Oppositionsgruppen) oder mit von ihnen benannten Vertretern. Die Aufgaben dieses Gremiums bestanden u. a. darin, aus einem Monitoringprozess verfassungsrelevante Grundsätze für künftige Nachrichtendiensttätigkeiten und einen diesbezüglichen Code of Conduct unter den neuen demokratischen Bedingungen zu entwickeln. Regelungen in Bezug auf die Nachrichtendienste fanden sich dann auch in den Artikeln 198, 199 und 210 der Übergangsverfassung wieder.
Folgende Spezialgesetze gestalteten den demokratischen Übergang der bisherigen Sicherheitsdienststrukturen:
- Intelligence Services Act (Act 38 / 1994)
- National Strategic Intelligence Act (Act 39 / 1994)
- Intelligence Services Control Act (Act 40 / 1994)

### Auflösung des NIS
Die Auflösung des National Intelligence Service erfolgte mit Ablauf des 31. Dezember 1994 unter gleichzeitiger Fortführung der Aufgaben durch zwei neue Nachrichtendienste, in dessen Folge die Zuständigkeiten in einen inneren und äußeren Wirkungskreis getrennt wurden.

## Strukturen des NIS

### Übergang zwischen BOSS und NIS
Das NIS ging aus dem Department of National Security (DONS) hervor. Die Strukturen von DONS und NIS waren in dieser Übergangsperiode ähnlich.
Die Abteilungen des Department of National Security waren:
- Division A: befasste sich mit Subversionsaktivitäten unter weißen Südafrikanern, politischen Parteien, der Presse, Kirchen, Studenten, Akademikern, Schriftstellern, Diplomaten, in- und ausländischen Oppositionsgruppen, Sportorganisationen,
- Division B: befasste sich mit Subversionsaktivitäten im Kreise schwarzer Südafrikaner, einschließlich der Gruppen der Black-Consciousness-Bewegung, der „black education“-Aktivisten (Initiativen für die Bildungsarbeit unter der schwarzen Bevölkerung) sowie des ANC und PAC,
- Division C: befasste sich mit Subversionsaktivitäten unter Coloureds und Indern, in den Homelands sowie in Südwestafrika,
- Division D: befasste sich mit ökonomischen und politischen Analysen in afrikanischen Staaten,
- Division F: befasste sich mit ökonomischen und politischen Analysen in afrikanischen Staaten,
- Division G: befasste sich mit militärischen Einschätzungen in Kooperation mit den SADF-Geheimdienst (Director of Military Intelligence, MI).

### Konsultationen von Simon’s Town
Die Restrukturierung der nachrichtendienstlichen Strukturen erforderte eine Abstimmung und Koordinierung unter den bisher mit solchen Aktivitäten befassten Institutionen Südafrikas. Das schloss eine Positionsbestimmung über die für das Land als feindlich eingestuften Hauptgefährdungen ein. Zur Klärung künftiger Nachrichtendienstaufgaben und deren Abgrenzung voneinander fand vom 14. bis 19. Januar 1981 ein mehrtägiges Treffen von hochrangigen Repräsentanten, dem Rationalisation Committee, im Haus der Admiralität auf der Marinebasis in Simon’s Town. Hierbei waren neben NIS-Chef Niel Barnard auch der Chef der NIS-Verwaltung André Knoetze und der Chef der NIS-Rechtsabteilung Cobus Scholtz vertreten. Den nachrichtendienstlichen Aufgabenbereich des Militärs (SADF) vertrat Pieter W. van der Westhuizen als MI-Chef, und den der Polizei (SAP) Dirk Coetzee als Chef der Sicherheitspolizei (Security Branch). Die in diesen Angelegenheiten tangierten Interessen des Außenministeriums wurden durch den Chef der Informationsabteilung, Brand Fourie, gewahrt. Das Büro des Premierministers hatte zur Beobachtung der Gespräche einen Mitarbeiter, den SADF-Generalleutnant André van Deventer, entsandt. Weitere hohe Mitarbeiter waren an diesen Gesprächen beteiligt.
Diese mehrtägigen Gespräche wurden später als Konsultationen von Simon’s Town bezeichnet. Während dieser Tagung standen die diskutierten Positionen unter dem Einfluss zweier verschiedener Grundthesen. Vom Militär und der Polizei wurde der „politische und revolutionäre Angriff“ auf Südafrika aus den Nachbarländern als militärische Herausforderung definiert und eine darauf ausgerichtete Strategie durch John Huyser, dem Stabschef für Planung in der SADF, vorgestellt. Demnach sollten die afrikanischen Staaten südlich des Äquators unter den direkten Machteinfluss Südafrikas genommen werden. Das NIS vertrat in dieser Frage eine andere Position und betrachtete das militärische Engagement Südafrikas auf dem Territorium anderer afrikanischer Staaten als „Schattenboxen“, da es lediglich eine militärische Antwort auf politische Probleme sei. Kurze präventive Auslandsaktionen des Militärs, um im Inland Anschläge zu unterbinden, fanden jedoch die Billigung des NIS. Als Ausgangspunkt der Diskussion über den neuen Aufgabenzuschnitt der nationalen Sicherheitsstruktur diente ein Gesetz von 1972, der Security Intelligence and State Security Council Act (Act No. 64 / 1972) sowie der ihm zugrunde liegende Bericht der Potgieter Commission (R.P. 102/1971). Die nach dem Richter Potgieter (von der Appellate Division of the Supreme Court) benannte Ein-Mann-Untersuchungskommission wurde 1969 durch den damaligen Premierminister ins Leben gerufen. Richter Potgieter kam im Verlauf seiner Untersuchungen zum Ergebnis, wonach alle nachrichtendienstlichen Erfordernisse für die nationale Sicherheit in einer staatlichen Behörde zusammenlaufen und unter die Leitung eines Secretary for Security Intelligence gestellt werden sollten.
Die Ergebnisse der Konsultationen von Simon’s Town entstanden in zähen Verhandlungen über die Kompetenzbereiche und setzten sich aus folgenden Punkten zusammen:
- Die Erbringung nachrichtendienstlicher Leistungen stellt eine gemeinsame Verantwortung dar. Sie wird in der Abteilung Sicherheitsplanung im Büro des Premierministers koordiniert.
- Die Gewinnung relevanter Sicherheitsinformationen liegt in der separaten Verantwortung der jeweiligen nachrichtendienstlichen Dienststellen.
- Das NIS ist primär verantwortlich für die geheime Erfassung regierungsbezogener Informationen innerhalb des Landes.
- Das NIS ist primär verantwortlich für die geheime Ermittlung nichtmilitärischer Sicherheitsinformationen jenseits der südafrikanischen Außengrenzen.
- Die Sicherheitsabteilung der SAP würde für die geheime Erfassung von inländischen Sicherheitsinformationen verantwortlich sein, die als nicht regierungsbezogen gelten.
- Die SADF, durch den Military Intelligence (MI), wären primär verantwortlich für die geheime Sammlung militärisch relevanter Informationen im Inland sowie jenseits der Grenzen Südafrikas.
- Das Außenministerium befasst sich ausschließlich mit offen zugänglichen Informationen aus der diplomatischen Arbeit, welche mit den Aktivitäten der Nachrichtendienste zu koordinieren seien.
- Eine koordinierende Institution für das Management aller Sicherheitsinformationen ist einzurichten.

### Konflikte bei der Etablierung des NIS
In Bezug auf den letzten Punkt der Konsultationsergebnisse wurde das Co-ordinating Intelligence Committee (CIC, afrikaans: KIK) geschaffen und unter die Leitung des NIS-Chefs gestellt. Die Absicht seitens SADF und SAP, das NIS in die Rolle eines reinen Forschungsinstituts zu drängen misslang, jedoch wurde seine vorgesehene Funktion als dominanter Nachrichtendienst verwässert. Der MI-Chef Pieter W. van der Westhuizen versuchte durch ein eigenes Positionspapier die Ergebnisse der fünftägigen Konsultation nachträglich zu negieren, worin die Abgrenzung des Tätigkeitsfeldes vom NIS mit keinem Wort erwähnt wurde. Dessen Argumentationen wurden dem Premierminister Pieter Willem Botha sowie den Ministern Magnus Malan (Verteidigung), Pik Botha (Außen) sowie Louis Le Grange (Recht und Ordnung/Polizei) vorgetragen. Dabei wurde völlig konträr zu den Ergebnissen von Simon’s Town dargestellt, dass nun die Neuverteilung der nachrichtendienstlichen Funktionen bedeuten würde, dass der „national information service“ in der bisherigen Form nicht weiter existieren könne. Premierminister Botha bestätigte jedoch die gut dokumentierten Ergebnisse von Simon’s Town. Der MI-Chef trat im Juni 1981 erneut mit einem konträr abgefassten Positionspapier auf, das den Titel Functional Division of Responsibilities of the Intelligence Community (Originaltitel in Afrikaans) trug und die Funktion des NIS wiederholt hinterfragte. Am 22. Juni 1981 stimmten schließlich alle sachlich tangierten Minister dem Protokoll der Konsultationen von Simon’s Town zu.

## Generaldirektoren des DONS / NIS
- 1979–1980 Alexander (Alec) van Wyk (DONS)[37]
- 1980–1992 Lukas Daniel (Niël) Barnard
- 1992–1994 M. J. (Mike) Louw

## Ausbildung der Mitarbeiter
Der NIS betrieb für seine Mitarbeiter eine eigene Ausbildungsstätte in Rietvlei bei Pretoria. Die hier im Oktober 1985 eröffnete National Intelligence Academy bot Kurse auf hohem Niveau für Mitarbeiter aus Südafrika und aus Nachrichtendiensten befreundeter afrikanischer Staaten an.

## Nachfolgeinstitutionen
Der institutionelle Nachfolger des NIS waren 1994 die National Intelligence Agency (NIA) für die Inlandsaufklärung, deren erster Generaldirektor Sizakele Sigxashe war, und das South African Secret Service (SASS) für Auslandsaktivitäten unter Leitung von Mike Louw. In diese Neugründungen wurden Mitarbeiter der DIS, BIIS, TIS und VNIS einbezogen. Die neuen Behörden gingen in der 2009 gegründeten State Security Agency auf.